# باول غريغوري
باول غريغوري (بالإنجليزية: Paul Gregory)‏ هو مدرب كرة سلة أمريكي، ولد في 9 يونيو 1908 في Tomnolen, Mississippi ‏ في الولايات المتحدة، وتوفي في 16 سبتمبر 1999 في ساوثهافن في الولايات المتحدة.